# Giro di Campania
Giro di Campania var ett italienskt professionellt cykellopp på landsväg som avhölls i Kampanien från 1911. Det kördes normalt som endagslopp, men fem utgåvor kördes som etapplopp: två etapper 1911 och 1938, tre etapper 1913, samt fyra etapper 1929 och 1931. Ett lopp arrangerades 1950 (vinnare Luciano Giancola) men hölls uteslutande för oberoende. 1977 gällde Giro di Campania även som italienskt mästerskap och 1962 ingick det i den inofficiella "världscupen" Super Prestige Pernod. Start och mål låg vanligen i Neapel fram till och med 1977, därefter vanligen i Sorrento, men även andra orter har använts. Det hade många tuffa stigningar, bland annat på Vesuvius sluttningar och längs Amalfikusten. På 1990-talet hade loppet administrativa och ekonomiska problem och arrangerades ej, det återuppstod 2000 och 2001, men lades sedan ner.

## Podieplaceringar
| År         | Vinnare             | Tvåa               | Trea              |
| 1911       | Emanuele Garda      | Angelo Gremo       | Mario Bonalanza   |
| 1912       | ej arrangerat       | ej arrangerat      | ej arrangerat     |
| 1913       | Giuseppe Pifferi    | Ezio Cortesia      | Umberto Romano    |
| 1914- 1920 | ej arrangerat       | ej arrangerat      | ej arrangerat     |
| 1921       | Angelo Gremo        | Giuseppe Santhià   | Giacchino Tatta   |
| 1922       | Italiano Lugli      | Angiolo Marchi     | Antonio Tecchio   |
| 1923- 1925 | ej arrangerat       | ej arrangerat      | ej arrangerat     |
| 1926       | Leonida Frascarelli | Battista Giuntelli | Raffaele Perna    |
| 1927       | Alberto Temponi     | Colombo Neri       | Settimo Innocenti |
| 1928       | ej arrangerat       | ej arrangerat      | ej arrangerat     |
| 1929       | Leonida Frascarelli | Battista Giuntelli | Raffaele Di Paco  |
| 1930       | ej arrangerat       | ej arrangerat      | ej arrangerat     |
| 1931       | Luigi Barral        | Francesco Camusso  | Enrico Eboli      |
| 1932       | Learco Guerra       | Alfredo Binda      | Michele Mara      |
| 1933       | ej arrangerat       | ej arrangerat      | ej arrangerat     |
| 1934       | Learco Guerra       | Mario Cipriani     | Joseph Soffietti  |
| 1935       | Learco Guerra       | Giuseppe Olmo      | Giuseppe Martano  |
| 1936- 1937 | ej arrangerat       | ej arrangerat      | ej arrangerat     |
| 1938       | Giuseppe Olmo       | Vasco Bergamaschi  | Learco Guerra     |
| 1939       | Cino Cinelli        | Gino Bartali       | Pietro Rimoldi    |
| 1940       | Gino Bartali        | Pietro Rimoldi     | Osvaldo Bailo     |
| 1941       | Olimpio Bizzi       | Mario De Benedetti | Osvaldo Bailo     |
| 1942       | Pierino Favalli     | Antonio Bevilacqua | Vasco Bergamaschi |
| 1943- 1944 | ej arrangerat       | ej arrangerat      | ej arrangerat     |
| 1945       | Gino Bartali        | Primo Volpi        | Quirino Toccaceli |
| 1946- 1947 | ej arrangerat       | ej arrangerat      | ej arrangerat     |
| 1948       | Luciano Maggini     | Vito Ortelli       | Severino Canavesi |
| 1949- 1951 | ej arrangerat       | ej arrangerat      | ej arrangerat     |
| 1952       | Giuseppe Minardi    | Nino Defilippis    | Luciano Frosini   |
| 1953       | Adolfo Grosso       | Loretto Petrucci   | Fiorenzo Magni    |
| 1954       | Fausto Coppi        | Michele Gismondi   | Bernard Gauthier  |
| 1955       | Fausto Coppi        | Fiorenzo Magni     | Giancarlo Astrua  |
| 1956       | Angelo Conterno     | Giancarlo Astrua   | Gastone Nencini   |
| 1957       | Giorgio Albani      | Michele Gismondi   | Gastone Nencini   |
| 1958       | Alfredo Sabbadin    | Nello Fabbri       | Guido Carlesi     |

| År         | Vinnare                                                 | Tvåa                                                    | Trea                                                    |
| 1959       | Rino Benedetti                                          | Bruno Monti                                             | Pierino Baffi                                           |
| 1960       | Dino Liviero                                            | Gastone Nencini                                         | Pierino Baffi                                           |
| 1961       | Livio Trapè                                             | Noè Conti                                               | Pierino Baffi                                           |
| 1962       | Silvano Ciampi                                          | Jos Hoevenaers                                          | Vincenzo Meco                                           |
| 1963       | Adriano Durante                                         | Pierino Baffi                                           | Vittorio Casati                                         |
| 1964       | Vito Taccone                                            | Italo Zilioli                                           | Michele Dancelli                                        |
| 1965       | Michele Dancelli                                        | Roberto Poggiali                                        | Gianni Motta                                            |
| 1966       | Guido De Rosso                                          | Jacques Anquetil                                        | Luciano Sambi                                           |
| 1967       | Dino Zandegù                                            | Vittorio Adorni                                         | Rudi Altig                                              |
| 1968       | Italo Zilioli                                           | Franco Bitossi                                          | Ugo Colombo                                             |
| 1969       | Marino Basso                                            | Flaviano Vicentini                                      | Wladimiro Panizza                                       |
| 1970       | Franco Bitossi                                          | Gianfranco Bianchin                                     | Giancarlo Polidori                                      |
| 1971       | Claudio Michelotto                                      | Patrick Sercu                                           | Marino Basso                                            |
| 1972       | Franco Bitossi                                          | Italo Zilioli                                           | Marcello Bergamo                                        |
| 1973       | Avbrutet på grund av strejkande metallarbetare på vägen | Avbrutet på grund av strejkande metallarbetare på vägen | Avbrutet på grund av strejkande metallarbetare på vägen |
| 1974       | Marcello Bergamo                                        | Wladimiro Panizza                                       | Enrico Paolini                                          |
| 1975       | Giancarlo Bellini                                       | Wladimiro Panizza                                       | Constantino Conti                                       |
| 1976       | Rik Van Linden                                          | Marino Basso                                            | Roger De Vlaeminck                                      |
| 1977       | Enrico Paolini                                          | Marcello Bergamo                                        | Francesco Moser                                         |
| 1978       | Giuseppe Saronni                                        | Wladimiro Panizza                                       | Vittorio Algeri                                         |
| 1979       | Piermattia Gavazzi                                      | Giuseppe Saronni                                        | Francesco Moser                                         |
| 1980       | Giuseppe Saronni                                        | Pierino Gavazzi                                         | Silvano Contini                                         |
| 1981       | Leonardo Mazzantini                                     | Giovanni Mantovani                                      | Francesco Moser                                         |
| 1982       | Francesco Moser                                         | Vittorio Algeri                                         | Wladimiro Panizza                                       |
| 1983       | Francesco Moser                                         | Gianbattista Baronchelli                                | Mario Noris                                             |
| 1984       | Roger De Vlaeminck                                      | Dag-Erik Pedersen                                       | Jürg Bruggmann                                          |
| 1985       | Daniele Caroli                                          | Moreno Argentin                                         | Silvestro Milani                                        |
| 1986       | Rolf Gölz                                               | Roberto Visentini                                       | Pierino Gavazzi                                         |
| 1987       | Giuseppe Petito                                         | Maurizio Rossi                                          | Alessandro Paganessi                                    |
| 1988       | Adriano Baffi                                           | Angelo Canzonieri                                       | Maurizio Fondriest                                      |
| 1989       | Luciano Rabottini                                       | Franco Ballerini                                        | Alberto Volpi                                           |
| 1990       | Franco Ballerini                                        | Stefano Colagè                                          | Antonio Fanelli                                         |
| 1991       | Dario Nicoletti                                         | Danilo Gioia                                            | Dario Mariuzzo                                          |
| 1992       | Davide Cassani                                          | Franco Ballerini                                        | Maurizio Fondriest                                      |
| 1993       | Stefano Della Santa                                     | Leonardo Sierra                                         | Andrei Tchmil                                           |
| 1994- 1999 | ej arrangerat                                           | ej arrangerat                                           | ej arrangerat                                           |
| 2000       | Dario Frigo                                             | Oscar Cavagnis                                          | Rodolfo Massi                                           |
| 2001       | Dmitrij Konysjev                                        | Biagio Conte                                            | Alberto Ongarato                                        |

Not: skär bakgrund markerar etapplopp,